# Abbaye Sainte-Brigitte de Brême
Pour l’article homonyme, voir Abbaye Sainte-Brigitte.
L’abbaye Sainte-Brigitte de Brême est un couvent brigittin à Brême.

## Histoire
L'architecte de Brême Ulrich Tilgner (de) est chargé de concevoir le bâtiment du couvent. Le projet est réalisé en 2001 sur le site d'une ancienne boulangerie dans le quartier de Schnoor près de la Weser. Le couvent est construit en seulement douze mois.
Les quatre premières sœurs viennent à Brême pour donner les conseils nécessaires pendant la construction et apprendre l'allemand. Il s'agit de sœur Henryka de l'Écosse, de sœur Gloria du Mexique, de sœur Daniela d'Italie et de la Mère supérieure Walburga Hornig. La première prieure est la seule allemande d'origine parmi les plus de 600 sœurs brigittines dans le monde. Trois autres religieuses viennent plus tard. Le 19 octobre 2002, l'évêque d'Osnabrück Franz-Josef Bode inaugure le couvent.